# 섰다
섰다는 화투를 이용한 노름 중 하나이다. 화투에서 피와 오동(11월) 및 비(12월)를 제외한 20장을 가지고 두 명 이상이 경기를 한다. 잘 섞은 더미에서 각자 2장씩 패를 나눠 받아 겨루는데 2장의 패의 각 조합에 따라 높은 조합과 낮은 조합 및 특수 조합이 있고 이러한 조합을 '족보'라고 부른다. 굉장히 간단한 규칙을 가지고 있고 심리적인 싸움이 무척 중요하다. 대부분의 경우 각 경기는 무척 짧지만 여러 사람이 높은 패를 동시에 든 경우 베팅이 길게 이어지며 큰 판이 된다.

## 족보

### 땡
위에 있는 족보일수록 더 강하다.
- 광땡: 광으로만 구성된 조합이며, 오동과 비가 없어서 광패는 3장밖에 없다. 광땡의 높낮이는 38광땡>18광땡=13광땡의 순이다.
  - 38광땡: 3광과 8광의 조합으로, 섰다에서 가장 강한 족보이다. 어떠한 족보로도 38광땡을 이길 수 없다.
  - 이외에도 13광땡(1광과 3광의 조합), 18광땡(1광과 8광의 조합)이 있다. 단, 13, 18광땡은 암행어사에게 잡힌다.

- 땡: 같은 월수 패의 두 장으로 이루어진 족보이다.
  - 예를 들어 2월 패를 두 장 받으면 이땡이다. 2~9월 땡은 숫자대로 읽으면 되고, 1월 땡은 ‘삥땡’, 10월 땡은 ‘장땡’이라고 읽는다.
  - 땡의 숫자가 클 수록 높으며, 땡의 높낮이는 장땡>구땡>팔땡>칠땡>…>삥땡의 순이다.
  - 장땡을 제외한 모든 땡은 땡잡이에게 잡힌다.

- 간혹 참가자들의 합의에 따라 땡 종류의 경우는 기본 판돈 외에도 끝까지 죽지 않고 살아있는 참가자(들) 중 땡 미만의 족보인 참가자(들)에게서 땡값을 받아올 수도 있다. 땡값의 포함과 배제 여부는 참가자들의 합의 하에 결정되며, 땡값의 비율도 참가자들의 합의 하에 결정된다.

### 중간 족보
- 알리: 1월과 2월의 조합이다.
- 독사: 1월과 4월의 조합이다. 일본에서는 ‘シッピン’(싯삥)이라고 한다.
- 구삥: 1월과 9월의 조합이다.
- 장삥: 1월과 10월의 조합이다.
- 장사: 4월과 10월의 조합이다.
- 세륙: 4월과 6월의 조합이다.

### 갑오, 끗
- 끗: 특별한 조합에 따른 족보가 있지 않다면, 두 패의 월수를 합쳐서 1의 자리 수를 보고 끗수를 결정한다. 끗은 두 숫자의 합이다.
  - 수가 클수록 좋으며, 9끗은 ‘갑오’, 0끗은 ‘망통’으로 읽는다. 갑오는 일본어 가부(かぶ)를 甲五로 음차한 것이다.
  - 끗의 높낮이는 갑오>여덟끗>일곱끗>…>한끗>망통 순이다.
  - 예를 들어 1월과 6월패를 받는다면 7끗이고 1월과 8월패를 받는다면 9끗 즉, 갑오이다. 10월과 3월의 패의 합은 13이므로 3끗으로 친다. 2월과 8월의 합은 10이고 1의자리수가 0이므로 0끗 즉, 망통이다(최하의 족보).

### 특수 족보
- 암행어사, 땡잡이: 무늬가 맞아야만 인정되며, 맞지 않으면 끗으로 처리한다. 만약 그 판에 잡을 수 있는 해당 패가 없으면 마찬가지로 끗으로 처리한다.
  - 암행어사: 4월 열끗과 7월 열끗의 조합이다. 13, 18광땡을 잡을 수 있고, 38광땡은 잡을 수 없다.
  - 땡잡이: 3광과 7월 열끗의 조합으로, 삥땡~구땡만 잡을 수 있고, 장땡과 광땡은 잡을 수 없다.

- 구사(사구): 4월과 9월의 조합이다.
  - 일반적으로 땡 종류를 제외한 족보(그 판의 가장 높은 족보가 알리 이하일 때)와 재경기를 할 수 있다. 구사나 멍구사의 경우 베팅 중에 포기(다이)한 참가자들도 지금까지의 콜 비용 총합 및 추가 참가비를 내고 재경기에 참여할 수 있다. 재경기의 경우 깔린 돈을 그대로 놓고 시작하므로, 판돈이 커짐에 따라 한번에 큰돈을 따거나 잃을 수 있다.
  - 멍텅구리 구사(멍구): 4월 열끗, 9월 열끗으로 이루어진 족보로, 광땡을 제외한 모든 족보(그 판의 가장 높은 족보가 장땡 이하일 때)와 재경기를 할 수 있다.

## 베팅
- 콜: 앞사람이 베팅한 금액만큼 본인도 베팅하고, 판 끝내기를 신청한다.
- 따당: 앞사람이 베팅한 금액의 두 배를 베팅한다.
- 풀: 현재 베팅된 금액만큼 베팅한다.
- 하프: 현재 베팅된 금액의 절반만큼 베팅한다.
- 쿼터: 현재 베팅된 금액의 1/4만큼 베팅한다.
- 체크: 본인이 선일 경우 베팅 권한을 다음 사람에게 넘긴다.
- 삥: 본인이 선일 경우 기본 판돈만큼 베팅한다.
- 다이: 베팅한 돈을 포기하고 죽는다.

## 기타

### 도리짓고땡
도리짓고땡은 화투를 이용한 노름 중 하나이다. 화투에서 피와 오동(11월) 및 비(12월)를 제외한 20장을 가지고 두 명 이상이 경기를 한다. 잘 섞은 더미에서 각자 먼저 2장씩 패를 나눠 받고 1회 베팅한 후 세장을 더 받아 총 5장의 패로 겨루는데 5장 중 2장의 패의 각 조합에 따라 높은 조합과 낮은 조합 및 특수 조합이 있고 이러한 조합을 '족보'라고 부른다. 굉장히 간단한 규칙을 가지고 있고 심리적인 싸움이 무척 중요하다. 대부분의 경우 각 경기는 무척 짧지만 여러 사람이 높은 패를 동시에 든 경우 베팅이 길게 이어지며 큰 판이 된다.

#### 족보

##### 지을 수 있는 경우의 수
| - - 1단 - 1, 1, 8 - 1, 2, 7 - 1, 3, 6 - 1, 4, 5 - 1, 9, 10 - - 2단 - 2, 2, 6 - 2, 3, 5 - 2, 8, 10 - - 3단 - 3, 3, 4 - 3, 7, 10 - 3, 8, 9 | - - 4단 - 4, 4, 2 - 4, 6, 10 - 4, 7, 9 - - 5단 - 5, 5, 10 - 5, 6, 9 - 5, 7, 8 - - 6단 - 6, 6, 8 - - 7단 - 7, 7, 6 - - 8단 - 8, 8, 4 - - 9단 - 9, 9, 2 |  |

##### 특징
1. 도리짓고땡을 하는 4사람의 끗수의 합은 언제나 10의 배수이다.
2. 못 지을경우[2] 그 사람의 돈은 모두 오야가 가져간다.
3. 오야와 다른사람이 모두 못지을 경우엔 오야가 돈을 모두 가져간다.

##### 주의사항
주의깊에 자신의 패를 보지않을 경우 이러한 실수를 할 수도 있다.
- 1, 3, 3, 4, 5의 경우 3, 3, 4짓고 여섯끗이 아니라 1 ,4 ,5짓고 3땡이다.
- 2, 4, 4, 9, 9의 경우 9 ,9 ,2짓고 4땡이 아니라 244짓고 9땡이다.
- 4, 5, 5, 6, 10의 경우 5 ,5 ,10짓고 망통이 아니라 4 ,6 ,10짓고 5땡이다.

## 같이 보기
- 바카라: 두 장의 카드 합의 첫째 자리가 9에 가까운 사람이 이기는 게임